# Silvopastorales System
Das Silvopastorale System (lateinisch silva ‚Wald‘, pascere füttern) ist die weltweit am weitesten verbreitete Form der Agroforstwirtschaft. Es kombiniert die Nutztierhaltung mit der Kultivierung bereits vorhandener oder gepflanzter Bäume oder verholzter mehrjähriger Pflanzen. Dabei entstehen für Pflanzen und Tiere systembezogene Vorteile.

## Geschichte
Agroforstsysteme und die darunterfallenden silvopastoralen und silvoarablen (z. B.: Alley Cropping) Systeme gibt es bereits sehr viel länger, als den Begriff und die entsprechende Definition.
So sind einige Formen der silvopastoralen Systeme bereits aus der Jungsteinzeit bekannt, die gängigsten Vertreter hierbei sind Waldweiden oder Hutewälder. Auch die Dehesas in Spanien und Montado in Portugal kommen seit etwa 4500 Jahren vor. Ebenfalls seit dem Neolithikum bekannt sind die halboffenen Weiden, deren Zweck es ist, eine Verbuschung zu verhindern und Weideflächen zu erhalten.
Streuobstanbau als weitere Form geht bis auf das Römische Reich zurück und steht nach einem drastischen Rückgang heute wieder mehr im Fokus.
In Mitteleuropa und Nordwesteuropa sind Hecken und Windschutzstreifen die wichtigsten traditionellen silvoarablen Systeme.

## Bewirtschaftung
Silvopastorale Systeme kommen weltweit in einem Bereich von nördlichen Nadelwäldern bis südlichen tropischen Savannen vor. Weltweit umfassen silvopastorale Systeme verstreute Bäume auf Weideland, gesteuerte Pflanzennachfolge, lebende Zäune, Windschutzstreifen, Futterbaumbänke, Baumplantagen mit Viehweiden, Weiden zwischen Baumalleen und weitere Arten intensiver Bewirtschaftungspraktiken.
Das Ziel dieser Form der Agroforstwirtschaft ist es, sowohl wirtschaftliche Vorteile, als auch Umweltleistungen wie z. B. effiziente Nährstoffkreisläufe, Kohlenstoffspeicherung und die Bereitstellung von Unterkunft sowie Schatten und Futter für das Vieh, auf integrierte Weise zu erreichen. Die Bewirtschaftung kann dabei viele Formen annehmen. Sie ist abhängig von den einzelnen Landbesitzern, dem Klima, der Kultur und weiteren Faktoren. Das Grundkonzept Silvopastoraler Systeme ist die Kombination von Bäumen, Nutzpflanzen und Vieh. Die Zusammensetzung ist absichtlich so angelegt, dass durch das Zusammenwirken mehrere Produkte und Vorteile erzielt werden können.
Silvopastorale Systeme werden in den meisten Fällen intensiv bewirtschaftet, um ihre produktiven und schützenden Funktionen und Wechselwirkungen zu erhalten und beinhalten oft kulturelle Maßnahmen wie Anbau, Düngung, Bewässerung, Beschneidung und Ausdünnung. Die biophysikalischen Wechselwirkungen zwischen den einzelnen Arten werden dabei aktiv genutzt, um den optimalen Ertrag verschiedener Produkte, einschließlich der Ökosystemleistungen, zu erzielen.

## Tiere in silvopastoralen Systemen
Die Synergie zwischen Flora und Fauna ist der entscheidende Vorteil Silvopastoraler Systeme gegenüber anderen landwirtschaftlichen Systemen.

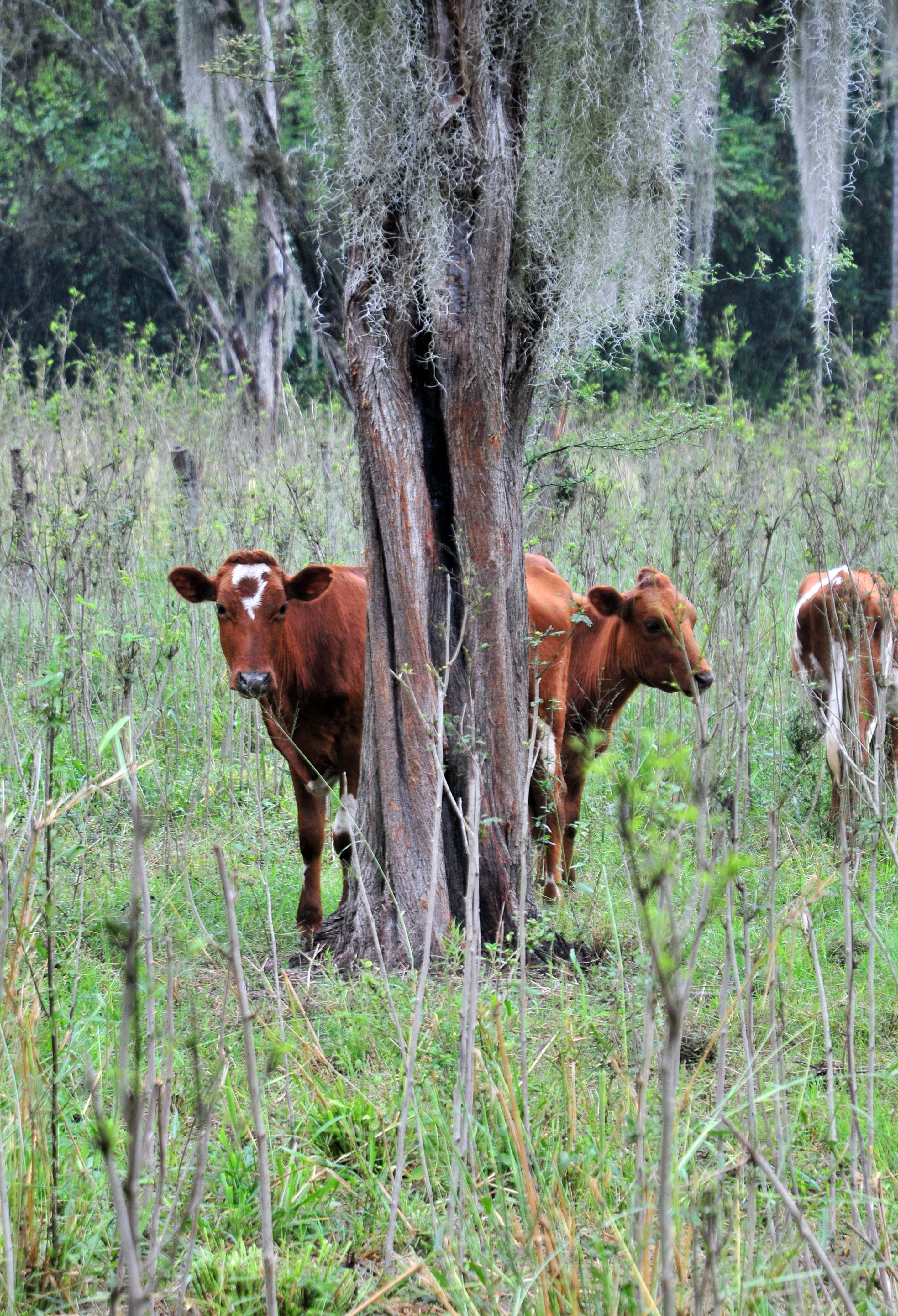
Beispiel für ein Silvopastorales System mit einzeln stehenden Bäumen, die den Weidetieren Unterstand bieten, in Kolumbien.

Durch das Abgrasen von jungen Trieben und Unkraut durch Nutztiere, wird die Konkurrenz der Bäume um Wasser und Nährstoffe minimiert. Ebenfalls wird Gestrüpp oder hohes Gras, welches als Schutz für baumschädliche Nagetiere dient, gefressen oder zertrampelt. Zudem verhindert das Durchstreifen der Tiere eine Umwandlung der Fläche zu Waldflächen. Daneben gelangen durch Ausscheidungen der Tiere Wasser und Nährstoffe zurück in die Böden.
Umgekehrt ermöglichen Silvopastorale Systeme den Tieren Unterstand und auf diese Weise Schutz vor der Witterung. So kann nachweislich das Stressniveau des Viehs gesenkt und die Fressaktivität beibehalten werden. Überdies können sich die Tiere je nach Baumart von Mast ernähren, z. B. von Eicheln oder Maulbeeren. Ebenfalls besteht die Möglichkeit, die Bäume zu beschneiden, um Zweige und Blätter zu verfüttern, wenn das Futterangebot auf den Weiden nachlässt.
Innerhalb Silvopastoraler Systeme kann sich abhängig von den entscheidenden Faktoren wie der Baumartenzusammensetzung und den klimatischen Bedingungen die Wachstumsperiode von Viehweiden verlängern.

## Ökologische Aspekte
Silvopastorale Systeme liefern wichtige Ökosystemdienstleistungen und -güter, wie Kohlenstoffbindung, den Erhalt und die Förderung der Bodenfruchtbarkeit und Bodengesundheit, des lokalen Wasserhaushalts und Biodiversität. Unter Umständen ist  auch Stickstofffixierung möglich.

### Kohlenstoffbindung
Die Bäume ermöglichen die oberirdische Speicherung größerer Mengen an Kohlenstoff als in einem vergleichbaren, rein landwirtschaftlichem, System. Auch die geringere Anfälligkeit von Weideflächen für Brände unter saisonal trockenem Klima (im Vergleich zu Wäldern und Buschland) sorgt für eine niedrigere Kohlenstofffreisetzung, da der im Grasland gespeicherte Kohlenstoff länger zurückgehalten werden kann.

### Bodenfruchtbarkeit, Erhöhung des lokalen Wasserhaushalts und Stickstofffixierung
Tiefwurzelnde Bäume können Nährstoffe aus tiefen Bodenschichten einfangen und reduzieren Auswaschungen, vor allem von Stickstoff. Auch bei Dürren können verschiedene Holzarten tief im Bodenprofil auf Wasser zugreifen. Außerdem sorgen sie durch ihre enzymatische Aktivität für eine geringere Auswaschung von tiermedizinischen Antibiotika. Die komplementäre Nutzung der Bodenressourcen durch Pflanzenarten, die die oberste Bodenschicht nutzen und Bäumen, welche tiefere Bodenschichten nutzen, fördert eine höhere Nutzung der Nährstoffe im gesamten Bodenprofil. Ein weiterer positiver Faktor ist außerdem der Einfluss laubabwerfender Bäume. Durch das Laub gelangen im Herbst Nährstoffe zurück in den Boden. Das kann einen positiven Effekt auf das Wachstum und Angebot der Futterpflanzen haben.

### Biodiversität
Die Heterogenität von Raum und Zeit in Silvopastoralen Systemen sorgt für unterschiedliche Ressourcensteigerungen. So wird die Aufrechterhaltung hoher Diversitätswerte auf allen trophischen Ebenen erreicht. Bäume verändern die Verfügbarkeit von Ressourcen (z. B. Nährstoffe, Wasser und Licht) und bieten für viele Arten eine wesentliche Nahrungs- und Zufluchtsquelle.

## Energetische Verwendung
Holz zur energetischen Verwertung wird in Silvopastoralen Systemen auf unterschiedliche Weise gewonnen. Vor allem in Asien, Afrika und Südamerika trägt es entscheidend zur Energiegewinnung in Form von Feuerholz bei. In den industrialisierten Ländern der nördlichen Hemisphäre wurde diese Nutzung weitestgehend durch den Einsatz flüssiger Kraftstoffe ersetzt.
Nichtsdestotrotz findet die Energieholzgewinnung in Silvopastoralen Systemen auch hier weiterhin statt, auf der Website des Deutschen Fachverbands für Agroforstwirtschaft findet sich hierzu zum Beispiel eine Übersicht für Deutschland. In Verbindung mit dem Ziel, CO2-neutrale Wärme bereitzustellen, geraten Silvopastorale Systeme außerdem als Biomasse-Lieferanten wieder in den Fokus. So wurde in Deutschland, genauer im südlichen Schwarzwald, im Rahmen einer Potenzialanalyse des LEADER-Projekts von mehreren Gemeinden und Unternehmen ein Konzept erstellt, um holzige Biomasse aus Silvopastoralen Systemen effizient für die Nahwärmeversorgung zu nutzen. In Summe könnten so 50 % des jährlichen Biomassebedarfs der Teilnehmer gedeckt werden. In der Folge werden unterschiedliche Arten der Energieholzgewinnung in Silvopastoralen Systemen vorgestellt.
- Niederwälder werden regelmäßig durchforstet, um den Lichteinfall und die Fruchtgewinnung zu maximieren, das dabei gewonnene Holz wird energetisch verwertet. Diese Praxis ist heutzutage unter anderem in Patagonien, Spanien und Portugal (pyrenäische Eichenniederwälder, auch bekannt als Dehesas) vertreten.[12][13]
- Viehweiden werden durch Bäume, welche zur Feuerholzgewinnung geköpft und regelmäßig zurückgeschnitten werden, mit „lebenden Zäunen“ umgeben.[1]
- Im mediterranen Raum werden Olivenhaine als Silvopastorales System genutzt, dabei wird das Holz von alten und unproduktiven Bäumen als Feuerholz verwendet.[1]
- In Argentinien werden Pinien, Pappeln und Weiden als Säge- und Energieholz unter anderem in Kombination mit C4-Pflanzen und Rinderzucht kultiviert.[14]
- Durch „Roller Chopping“ werden in Südamerika in Silvopastoralen Systemen mit einer rotierenden, klingenbesetzten Metallwalze Buschwerk und junge Bäume umgewalzt und in der Folge als Energieholz verwendet.[2]
- In den nordöstlichen Gebieten der USA werden unter anderem Weymouth-Kiefern, Hemlocktannen und Robinien zur Feuerholzgewinnung in Silvopastoralen Systemen genutzt.[15]

Die Anzahl an Bäumen innerhalb eines Silvopastoralen Systems variiert je nach Ort und Bewirtschaftungsart. In den in Westeuropa weitverbreiteten Dehesas stehen zum Beispiel typischerweise 30 bis 50 Eichen pro Hektar. In Silvopastoralen Systemen, bei deren Bewirtschaftung ein starker Fokus auf die Biomassegewinnung gelegt wird, können jedoch auch deutlich mehr Bäume pro Hektar gefunden werden. So wurde bei Versuchen im Süden Brasiliens eine Anzahl von 1.111 Bäumen pro Hektar in Silvopastoralen Systemen als optimal zur Maximierung der Biomasseproduktion ermittelt.

## Zukünftige Entwicklungen und Potenziale
Die agroforstwirtschaftliche Praxis in Form von Silvopastoralen Systemen gewinnt in letzter Zeit als nachhaltiges und klimaresistentes Viehzuchtsystem an Bedeutung. Eine große Herausforderung, vor der Silvopastorale Systeme in den kommenden Jahrzehnten stehen werden, ist die Notwendigkeit, nachhaltige Erträge bei gleichzeitiger Erhaltung der Ökosystemleistungen zu erzielen. Um diese Ziele zu erreichen, werden innovative Praktiken benötigt, die den ökologischen Fortbestand von Silvopastoralen Systemen, verbesserte Wettbewerbsfähigkeit sowie soziale und ökologische Verbesserungen gewährleisten. Darunter zählen die Ermittlung der optimalen Baumart und -dichte unter verschiedenen Nutzungen und ökologischen Zwängen. Weitere Potenziale bei der Entwicklung Silvopastoraler Systeme sind die Identifizierung, Auswahl und Einführung von Baum-, Strauch- und einjährigen Weidepflanzen von Arten, die für verschiedene klimatische Bedingungen und Weideeigenschaften geeignet sind.
Durch Silvopastorale Systeme kann die Bodenerosion durch Wind und Wasser vermindert werden, die Bodenfruchtbarkeit durch geschlossene Nährstoffkreisläufe und Humus-Anreicherungen erhöht werden. Auch eine nachhaltige Bereitstellung holzartiger Energierohstoffe, bessere saisonale Verteilung von Arbeitsspitzen und die Reduzierung des flächenbezogenen Düngemittel- und Pflanzenschutzmitteleinsatzes kann gewährleistet werden. Letzteres resultiert in einer erhöhten Biodiversität sowie einer verbesserten Grundwasserqualität und bewirkt positive Ertragseffekte sowie höhere Ertragsstabilität bei annuellen Kulturen aufgrund eines verbesserten Mikroklimas.
Silvopastorale Systeme können einen landwirtschaftlichen Betrieb wirtschaftlich widerstandsfähiger machen. Durch die Diversifizierung und Vergrößerung des Futterangebots und anderer marktfähiger Produkte, wie Brennholz, Reisig, Holz zum Schnitzen von Werkzeugen und der Herstellung von Möbeln, Rinde, Bastfasern für Textilien und Seile, Kork, Kieselgur, Früchten, Pilzen und Honig, können saisonale Engpässe aufgrund von Klima- oder Marktfaktoren gemildert werden.

## Kritik an Silvopastoralen Systemen
Silvopastorale Systeme sind im Vergleich zu einer einseitigen Nutzung einer Fläche als Weide oder zum Anbau von holziger Biomasse komplexer in der Bewirtschaftung. Dies bedeutet auch, dass die Bewirtschaftung teurer und aufwändiger ist. Außerdem können höhere Etablierungskosten anfallen, zum Beispiel durch die Unmöglichkeit der Nutzung einer Fläche während des Umbaus zu einem Silvopastoralen System.
Das Management Silvopastoraler Systeme erfordert Spezialwissen und die Erfahrung mit dieser Praxis ist oft nicht vorhanden; somit steigt das Risiko der Degradation des Systems durch falsche Nutzung (zum Beispiel durch eine zu starke Beweidung oder Verbiss von Naturverjüngung durch Ziegen). Nicht nur Nutztiere, auch Wildtiere wie Hirsche oder Elche können Bäume in Silvopastoralen Systemen durch Äsen oder das Scheuern an Stämmen schädigen.
Auch die Unmöglichkeit der genauen Vorhersage von Auswirkungen des Zusammenspiels von natürlichen und geplanten Ereignissen (Überflutungen, Feuer, Dürre, Holzernte) und der Futteraufnahme von großen Weidetieren stellt eine Herausforderung im Zusammenhang mit dem Betrieb Silvopastoraler Systeme dar.
Durch die Kombination von Bäumen und Futterpflanzen entsteht zwischen diesen Systembestandteilen Konkurrenz um Licht, Wasser und Nährstoffen. Dies resultiert in einem geringeren Ertrag der einzelnen Produkte im Vergleich zur monokulturellen Nutzung. Da die gesetzlichen Rahmenbedingungen oft zugunsten von Monokulturen gestaltet und Silvopastorale Systeme häufig von staatlichen Subventionen ausgeschlossen sind, gestaltet sich die Ertragslage dementsprechend schwierig.